# Marjolein Pottie
Marjolein Pottie (Roeselare, 1970) is een Vlaamse illustrator van kinderboeken. In 1995 debuteerde ze in de kinderliteratuur met 'Traan' van Dirk Nielandt. Voor 'Muu' uit datzelfde jaar kreeg ze in 1997 de Boekenpauw, de prijs voor het best geïllustreerde kinderboek. Ondertussen tekende ze een vijftigtal boeken en werd haar werk bekroond met diverse prijzen waaronder de Lichterveldse persprijs. Ze werkte mee aan de kindertijdschriften Knuffel en Kikje en werkt bij Belgische, Nederlandse en Engelse uitgeverijen (Simon & Schuster en Harper Collins). Haar boeken verschenen in meer dan tien talen. Pottie heeft een voorkeur voor acrylverf op zwart papier, waardoor ze lijnen of zwarte vlakken uitspaart.

## Biografie
Marjolein Pottie groeide op in Lichtervelde en tekende en knutselde als kind graag. Ze studeerde Functionele grafiek aan het Sint-Lucas Instituut in Gent waar ze les kreeg van Goele Dewanckel. Ze werkte als grafisch vormgever bij de VUM-groepin Groot-Bijgaarden en verzorgde er de lay-out van het Nieuwsblad. Met de komst haar tweede kind gaf ze de baan op en concentreerde ze zich op het illustreren. Ze woont en werkt in Brussel. In 2000 bracht ze ‘Katarina Kietelkous’ uit met eigen tekeningen én een tekst die ze met haar man Guy De Troyer schreef. De Troyer was researcher en reporter bij Ketnet, werd later reportagemaker bij Terzake en is nu journalist bij Koppen. Jaarlijks werkt ze aan ongeveer zes boeken.

## Prijzen
Haar werk werd onder meer bekroond met de Eerste Prijs Fnac Stripwedstrijd in 1993, de Boekenpauw in 1997, een Boekenwelp in 1999. In 2012 werd ze winnaar in de kinder en jeugdboekenjury voor 'Muis en draak'.